# کیلمینگتون، دوون
کیلمینگتون (به انگلیسی: Kilmington) یک روستا و محله مدنی در بریتانیا است که در East Devon واقع شده‌است. کیلمینگتون ۸۳۰ نفر جمعیت دارد.